# 朱鷺宮神依
朱鷺宮 神依（ときのみや かむい、Kamui Tokinomiya）は、悠紀エンタープライズ開発の2D対戦型格闘ゲーム『アルカナハート』シリーズに登場する架空の人物。
担当声優は平田宏美。

## キャラクター設定

### 『1』『FULL!』
古より時代を超えて、物質界と聖霊界の均衡を守る使命を持つ「千年守（ちとせのかみ）」と呼ばれる役職の少女、朱鷺宮神依。東京上空に現れた不穏な空気を感じ取り、数十年ぶりに目を覚ました。そして、聖霊庁からの要求に応じて、原因の調査のために動き出す。
戦闘ステージは「江戸城跡・二の丸庭園」。空に夕暮れが浮かぶ時刻となった、皇居東御苑の一角。アルカナフォース時は、空に雲が渦を巻き、江戸城と共に6人の聖霊が現れる。

### 『2』
前作においてミルドレッドによって引き起こされた大規模境界溶解現象（東京事変）の影響を考慮していた神依は、今回の関東各地に出現した次元の歪みをある程度予測しており、事態の収拾を試みる。

### 『3』
日本各地に出現した次元の歪みの背後にドレクスラー機関という組織の存在を察する。神依は数十年前に欧州で神霊兵器をめぐってドレクスラー機関と戦った事があり、その経緯を思い出し壊滅できなかったことを悔やんでいた。今度こそはと決意して任務と闘いに臨む。

## 人物
黒いボディースーツ(タイツではない)の上に御苑女学園のものとは違う黒いセーラー服を身に纏った、黒く長い髪のポニーテールの少女。任務遂行を第一とする堅苦しい性格だが、可愛い動物には目が無く、最近ではぬいぐるみが甚く気に入り、保護するという名目で購入してはホテルの部屋へ沢山連れ帰っている。『アルカナハート ハートマチック コレクション』の神依のショートストーリーでは、偶然立ち寄った玩具店でペンギンのぬいぐるみを手にして以来、ペンギンが非常に気に入り、ゼニアのアルカナ「アルマシア」の足元にいる小さなペンギンの事も気に入っている。剣の腕は超一流で、エーテル体を斬る事が出来る特殊な武器である愛刀「珠依姫 三門守宗（たまよりひめ みかどもりむね）」を使って戦う。髪に付けている珠の髪飾りは、妹の形見であるとの事。
神依が「千年守」になったのは10歳の時と言われており、この役目の為に、年をとらない長い睡眠と覚醒を繰り返してきたため、江戸時代よりも以前の時代から生き続けている。ただ、本人は年齢に関して興味がなく、生年の年号が応仁だった事くらいしか覚えていない。また、やや古風な喋り方をしており、現代用語や外来語などは苦手としている。眠っている間はアヌトゥパーダが神依の身体の時間を止めるため加齢しないが、活動している時は普通の人間同様年をとるとの事である。聖霊庁の調べでは、15～16歳程度の年齢と臆されている。
神依は旧名（出生当時の本名）を「弥勒院葦胤（みろくいんあしたね）」と言い、九州にあるとある寺院の住職の第一子として生まれた。現在の本名である「朱鷺宮神依」は、「千年守」としての役目を負うこととなり、家族との今生の別れ際に父から「これからは神（聖霊）の依るべき者『神依』と名乗れ」と与えられた名である。その後、時の権力者から姓や役職を与えられ、その時代に応じて名を変えているが、「神依」という名を外したことは一度もない。
「千年守」としての名は欧州でも高名で、欧州では「Millennium keeper」と呼ばれており、特にゼニア・ヴァロフは任務で来日した一方で、手合わせを願っているほどである。またアンジェリア・アヴァロンも存在は知っていた様子である。

## キャラクターの特徴
最初から武器を手にしたキャラクターであり、他のキャラクターより広いリーチを持っている。さらに、攻撃性能も全体的に優れている上、使いやすさも抜群であり、非常に高性能なキャラクターとなっている。
『FULL!』では、リーチが短くなる等の調整がなされ、『1』での圧倒的な強さは影を潜めたものの、全体的な性能面に於いての強さは未だ健在であり、上位キャラクターとして認知されている。

## 技の解説

### 必殺技
功刀（くぬぎ）
自分の体力を減らして、ゲージを溜める。『1』『FULL!』ではAが24％でBが16％、『2』では16分の1消費。
『1』『FULL!』ではAがパワーゲージ、Bがホーミングゲージを1つ溜める。
『2』では特定の技が強化され、刀を使う攻撃の攻撃力が上昇。効果は該当する必殺技使用かラウンド終了まで。「閏間」は「影宿」、「吐切」は「枯霊」、「天鎖」は「逝斬」に変更。
閏間（うるま）
前方に短距離をダッシュした後、斬り払う突進技。最初のダッシュ時の突進に当たらなければ、なぎ払うモーションは発生しない。Aは、移動距離が短いものの、ガードされても隙が少ないために反撃を受けにくい。BとCでは移動距離が伸び、Bは相手を空中に浮かせ、Cは相手を画面端の壁に叩きつける効果が付与される。2段目は空中ガード不可。
影宿（かげすき）
『2』で追加された「閏間」のパワーアップ版。移動距離がより長くなり、無敵時間が追加される。
吐切（はばき）
オーラを纏った剣で斜め十字斬りを繰り出し、飛距離の短い飛び道具を放つ。A・B・Cに応じて飛距離が伸び、Bは2ヒット、Cは3ヒットする。また、BとCは斜め十字斬りを繰り出すモーションにも攻撃判定が存在する。
枯霊（こだま）
「吐切」のパワーアップ版。「吐切」と違い、遠くまで飛ぶようになっている。また、ボタンを押しっぱなしにすることで、飛び道具をその場に停滞させる事が出来る。『1』『FULL!』では超必殺技だったが、『2』では「功刀」の効果中のみ発生する通常技になっている。
天鎖（てんざ）
ジャンプして、刀を円状に振り周囲を斬り裂く。Bは2ヒット、Cは3ヒットする。また、BとCは前方に若干移動するように飛ぶ。中段属性のため、しゃがみガード不可。Aのみ、最初の3フレーム目まで「相殺」が発生しない。
逝斬（せいざん）
「天鎖」のパワーアップ版。無敵時間が技の終了後も若干持続し、発生も早く相殺も出来ない。ただし、暗転時間が長めで、離れた位置から出すと相手に対応されやすい。中段属性のため、しゃがみガード不可で、「相殺」の発生がない。「枯霊」同様、『1』『FULL!』では超必殺技だったが、『2』では「功刀」の効果中のみ発生する通常技になっている。
巫次（かんな）
『3』で追加された技。その場で構えた後、追加入力で居合い切りを放つ。
九石（さざらし）
『3』で追加された技。「功刀」中に「巫次」のコマンドを入力すると出せる3方向の切りつけ。
斯封（こうふ）
当て身投げ（返し技）。Aは相手の上段攻撃、Bは中段攻撃、Cは下段攻撃を返すモーションをとる。ただし、相手の技が下段攻撃であっても、剣を構えている位置に当たる、攻撃位置の高い技であればBでも返す事が可能。また、AとBのみ空中でも発動可能になっている。当て身投げなので、当然のことながら「相殺」の発生は無い。
業刎（わざばね）
後方へ向かって飛んだ後に、急降下しながら刀を振り下ろす。めくりとしても使用可能で、当たった場合は確実にダウンを奪う事ができる。ガードされても隙が小さい。

### 超必殺技
無怨（むおん）
「閏間」のパワーアップ版。高速で突進し、横になぎ払うように相手をすれ違いざまに斬る。「相殺」が発生しない。
崩灯（ほろび）
『2』から登場の、「業刎」の強化版。空中から真下を強襲する。めくりとしても使用可能で、当たった場合は確実にダウンを奪う事ができる。

### クリティカルハート
死祀（しまつり）
『1』『FULL!』の時は超必殺技だったが、『2』で格上げとなった。地上版「斯封」からの派生技。「斯封」の返し成立後、突進して連続斬りを繰り出す。ヒット数、ダメージともに高い。

## 契約アルカナ
“最古の機械” 時のアルカナ アヌトゥパーダ（Anutpada）
失われた古代文明が残した、意思を持つ機械時計。最古のアルカナとされているが、その詳細の全てが謎に包まれた存在。物質界と聖霊界の均衡を守る役目を負った者に力を貸すのか…はたまたその逆で、アヌトゥパーダと契約した者がその役目を負わされるのか…結局のところ、何も判ってはいない。しかし、少なくとも現在の契約者は神依であり、その目的のために力を貸していることは確かである。

### 属性効果
塵染の意（じんせんのい）
バックステップ時に残像を残す。残像には相手の攻撃を受け止める効果があり、ヒットストップを誘発できる。
因果の意（いんがのい）
任意の場所に決められたモーションの残像を残す。ボタンをホールドすることで、残像が維持可能。本体がダメージを受けると消滅する。
虚空の意（こくうのい）
前方へ向かって、相手をすり抜けるダッシュを行う。当たり判定は、移動開始の瞬間に移動先へ瞬間移動する。ただし、無敵時間は無い。

### アルカナ必殺技
離縛の意（りばくのい）
一定距離を進んだ後に、当たり判定が発生する光球を発射する。当たった相手は、ガードの有無にかかわらず、動きが一瞬だけ遅くなる。

### アルカナ超必殺技
無量光の意（むりょうこうのい）
『1』では光球を発射し、当たった相手にタイマーをセットする。カウントが0になると、相手は一定時間相手の動作が止まる。ただし、本体がダメージを受けると、タイマーは解除されてしまう。
『2』以降は大幅に仕様変更され、光球が当たると直後から相手が一定時間動作が停止するように。また当たりにくかった光球の判定も修正され、当てやすくなっている。

### アルカナブラスト
離言説の意
『2』から登場。対戦残り時間のカウントを早める。タイムゲージがなくなる間に、10カウントほどを消費する。

### アルカナフォース
金剛輪の意（こんごうりんのい）
対戦残り時間のカウントを停止させる。

### アルカナブレイズ
本不生の意（ほんふじょうのい）
相手の動作を強制的に止める。ただし発生が遅く、発動前に相手の攻撃を受ける恐れがある。止まっている時間は、パワーゲージの残量に比例する。相手が起き上がり途中などで無敵の状態だった場合は、無敵が継続され全く追撃できない。

## その他
- 神依が前に目覚めたのは聖霊庁の記録では30年前。当時の春日の当代であった、春日舞織達の母とは面識があったようだ。なお彼女にとって印象深い事は「洋式の便所紙が飛ぶように売れていた」と語っている。
- リリカ・フェルフネロフの父である魔界の貴族ライゼル・フォン・フェルフネロフは、かつて興味本位で物質界にちょっかいを出した事がある。この際、神依と戦ったのがきっかけで物質界に興味を持ち、そのまま居付いてしまった。
- エンターブレイン発行のムック『アルカナハート ハートマチック コレクション』に載っている舞織のショートストーリーでは、千利休と親交があったことが語られている。
- 『月刊アルカディア』で実施された稼動前人気投票では1位を獲得しており、その記念に描き下ろしイラストが本誌に公開された（このイラストは、『アルカナハート ハートマチック コレクション』にも掲載されている）。ちなみに2位はリーゼロッテ・アッヒェンバッハ、3位は安栖頼子、4位は大道寺きらで、票数と5位以下のキャラクターについては掲載されていない。
- 愛乃はぁとからは「かむかむ先輩」と呼ばれている。
- リーゼロッテとゼニアの掛け合いでは、2人の「緋目」に心当たりがある事を言及しているが詳細を語っていない（リーゼロッテの場合は、『無印』での勝利コメント。ゼニアはイベント内の会話）。ただしゼニアのシナリオでは、この事に関する言及は無く、神依のシナリオのみである。
- 『コンプエース』で連載された漫画版『アルカナハート』では神依の刀は右手で構えられているが、ゲーム版では左手で構えられている。